# ボブ・ウェルチ (ミュージシャン)
ボブ・ウェルチ（Bob Welch、1945年8月31日 - 2012年6月7日）は、フリートウッド・マックの元メンバーである。1970年代後半にソロで成功を収めている。シングルには「ホット・ラヴ, コールド・ワールド」、「エボニー・アイズ」、「プレシャス・ラヴ」「悲しい女」などがある。

## 生い立ち
ウェルチはショービジネスの家庭に生まれた。父のロバート・ウェルチはパラマウント映画で1940年代から1950年代にかけてで多くのヒット映画を手がけたプロデューサーであった。母のテンプルトンはシカゴのオーソン・ウェルズ・マーキュリーシアターで歌手・女優として活動していた。少年の頃、ウェルチはクラリネットを学び、ティーンエイジャーの頃にはギターへと学ぶ楽器が変わっていた。彼はジャズ、リズム・アンド・ブルース、ロックへの興味をふくらませた。

## 初期の活動
1964年、ロサンゼルスを中心に活動するソウル・バンド「ザ・セブン・ソウルズ」にギタリストとして参加する。バンドはそこそこの成功をおさめるが、1969年に解散する。その後、パリへ渡ったウェルチは、ボビー・ハント（ハモンドオルガン）、ヘンリー・ムーア（ドラム）らと「ヘッド・ウエスト」というトリオを結成する。

## フリートウッド・マック
1971年、フリートウッド・マックは、ピーター・グリーンとジェレミー・スペンサーの相次ぐ脱退を受け、新しいメンバーを探していた。ウェルチのカリフォルニア時代の友人で、フリートウッド・マックのマネージメントを手伝っていたジュディ・ウォンはパリからウェルチを呼んだ。アメリカ進出を考えていたフリートウッド・マックには、アメリカ人であるウェルチの参加は好都合でもあり、ウェルチの曲や演奏をほとんど聞くこともなく、ダニー・カーワンのサイド・ギタリストという形で加入を決める。アルバム『キルン・ハウス』(1970年)ではゲスト・プレイヤーであったクリスティン・マクヴィーも加え、アルバム『フューチャー・ゲーム』(1971年)をリリースする。
ウェルチはクリスティン・マクヴィーとともに、それまでブルース・バンドであったフリートウッド・マックのサウンドを、ポップでメロディアスな方向に変化させて行き、その後『枯れ木（Bare Trees）』(1972年)、『ペンギン』(1972年)、『神秘の扉（Mystery To Me）』(1973年)、『クリスタルの謎』(1974年)等、合計5枚のアルバムに参加している。1974年12月、ウェルチはバンドを脱退する。

### フリートウッド・マックでの功績
ウェルチ在籍時代のフリートウッド・マックのアルバムはそれなりに売れており、アメリカレコード協会によれば、トータルすると『枯れ木』はプラチナム・アルバム、『フューチャー・ゲーム』と『神秘の扉』はゴールド・アルバムになる。『神秘の扉』からシングルカットされた「ヒプノタイズド」はヒット・チャートに入り、ポインター・シスターズなどがカバーしている。
ミック・フリートウッドはウェルチを脱退後もフリートウッド・マック・ファミリーの一員として扱っていたが、フリートウッド・マックが1998年にロックの殿堂入りしたときはメンバーとして扱われなかった。

## パリス
1975年、ウェルチは元ジェスロ・タルのグレン・コーニック(ベース)と、元ナッズ（トッド・ラングレンの初期のバンド）のトム・ムーニー(ドラム)とのスリーピースバンド、パリスを結成し、キャピトル・レコードからアルバム『パリス・デビュー!!』(1976年)をリリース。ドラムをハント・セールスに替えアルバム『パリス・セカンド - ビッグ・タウン2061』(1976年)をリリースした。この後、仮称『パリス3』の製作にかかるが、セールスが顔面麻痺を病み、更にコーニックが音楽業界から身を引き、食品会社のマネージャーになったため、ウェルチはほとんど一人で『パリス3』の製作を進めることになる。

## ソロ活動
1977年9月、ウェルチは『パリス3』の予定で製作していたアルバムを、初のソロ名義のアルバム『フレンチ・キッス』としてリリースする。ポップでキャッチーな曲で構成されたこのアルバムは200万枚売れ、ウェルチに最大の成功をもたらした。ミック・フリートウッドとクリスティン・マクヴィーが参加した「悲しい女」のリメイク、「ホット・ラヴ, コールド・ワールド」、「エボニー・アイズ」の、3つのヒットシングルを生んだ。次作『スリー・ハーツ』(1979年)は、『フレンチ・キッス』の焼き直し的なアルバムとなったが、売り上げは100万枚を突破し、トップ20ヒットの「プレシャス・ラヴ」が生まれた。その次のシングル「Church」もチャート入りした。リリース後に日本公演を行っている。
続いて、『ジ・アザー・ワン』(1979年)、『マン・オーバーボード』(1980年)を発表。RCAレコードに移籍し、『イマジナリー・フール』(1981年)、『アイ・コンタクト』(1983年)と良質のアルバムをリリースして行くが、前2作に比べセールス的には落ち込んでいく。この時期は『Hollywood Heartbeat』(1980-1981年)という音楽番組のホストを務めるなど、TVタレントとしても活動している。
その後、ヘロイン中毒で入院し、麻薬所持で逮捕された後しばらくウェルチは表立った音楽活動から遠ざかる。1987年にロサンゼルスからアリゾナ州フェニックスに移り、サウンドトラック製作など再び音楽活動を始めたウェルチは「Avenue M」を結成し数回のライブを行う。1999年、少年時代に影響を受けたというジャズをベースに、打ち込みを多用した『Bob Welch Looks at Bop』という個人趣味的なアルバムをリリース。その後、フリートウッド・マック、パリス、ソロ時代の曲を、ほとんどウェルチ一人でレコーディングし直した『His Fleetwood Mac Years and Beyond』(2003年)と、『His Fleetwood Mac Years and Beyond, Vol. 2』(2006年)をリリースしている。
2012年6月7日、ナッシュビルの自宅で、銃で自殺しているところを妻に発見された。66歳没。

## ディスコグラフィ

### Head West
| 年   | アルバム  | アメリカ | イギリス | 備考 |
| ---- | --------- | -------- | -------- | ---- |
| 1970 | Head West |          |          |      |

### フリートウッド・マック
| 年   | アルバム                                        | アメリカ | イギリス | 備考                                               |
| ---- | ----------------------------------------------- | -------- | -------- | -------------------------------------------------- |
| 1971 | フューチャー・ゲーム - Future Games             | 91       |          | フリートウッド・マックに参加して初のアルバム       |
| 1972 | 枯れ木 - Bare Trees                             | 70       |          | 「悲しい女」のオリジナルを収録                     |
| 1973 | ペンギン - Penguin                              | 49       |          |                                                    |
| 1973 | 神秘の扉 - Mystery to Me                        | 68       |          |                                                    |
| 1974 | クリスタルの謎 - Heroes Are Hard to Find'       | 34       |          | このアルバムが発売されてからボブはバンドを脱退する |
| 1992 | 25イヤーズ・ザ・チェイン - 25 Years – The Chain | 34       |          | コンピレーション                                   |

### パリス
| 年   | アルバム                                                | アメリカ | イギリス | 備考 |
| ---- | ------------------------------------------------------- | -------- | -------- | ---- |
| 1976 | パリス・デビュー!! - Paris                              | 103      |          |      |
| 1976 | パリス・セカンド - ビッグ・タウン2061 - Big Towne, 2061 | 152      |          |      |

### ソロ
| 年   | アルバム                                          | アメリカ | イギリス | 備考                                             |
| ---- | ------------------------------------------------- | -------- | -------- | ------------------------------------------------ |
| 1977 | フレンチ・キッス - French Kiss                    | 12       |          | プラチナム                                       |
| 1979 | スリー・ハーツ - Three Hearts                     | 20       |          | ゴールド                                         |
| 1979 | ジ・アザー・ワン - The Other One                  | 105      |          |                                                  |
| 1980 | マン・オーバーボード - Man Overboard              | 162      |          |                                                  |
| 1981 | イマジナリー・フール - Bob Welch                  |          |          |                                                  |
| 1983 | アイ・コンタクト - Eye Contact                    |          |          |                                                  |
| 1991 | The Best of Bob Welch                             |          |          | コンピレーション                                 |
| 1994 | Greatest Hits                                     |          |          | コンピレーション                                 |
| 1999 | Bob Welch Looks at Bop                            |          |          |                                                  |
| 2003 | His Fleetwood Mac Years & Beyond                  |          |          | 全曲新規デジタル・レコーディングによるリメイク   |
| 2004 | ライヴ・フロム・ザ・ロキシー - Live from the Roxy |          |          | 1981年のライブ音源                               |
| 2006 | His Fleetwood Mac Years and Beyond, Vol. 2        |          |          | 新規デジタル・レコーディングによるリメイク＋新曲 |
| 2008 | Greatest Hits & More                              |          |          | コンピレーション                                 |
| 2011 | Sings the Best Songs Ever Written                 |          |          | コンピレーション                                 |
| 2011 | Live in Japan                                     |          |          | 1979年のライブ音源                               |

### ソロ・シングル
（#は、米ビルボード・チャートにおける最高順位）
- "Big Towne, 2061/ "Blue Robin" (1976年)
- "Ebony Eyes" / "Outskirts" (1977年)
- 「悲しい女 / ホット・ラヴ, コールド・ワールド」 - "Sentimental Lady" / "Hot Love, Cold World" (1977年) ※#8
- 「エボニー・アイズ」 - "Ebony Eyes" / "Dancin' Eyes" (1978年) ※#14
- 「キャロリーン」 - "Carolene" / "Mystery Train" (1978年) ※日本盤のみ
- "Hot Love, Cold World" / "Danchiva" (1978年) ※#31
- "I Saw Her Standing There" / "Church" (1979年)
- 「プレシャス・ラヴ」 - "Precious Love" / "Something Strong" (1979年) ※#19
- "Church" / "Here Comes The Night" (1979年) ※#73
- "Church" / "Don't Wait Too Long"
- 「スリー・ハーツ」 - "Three Hearts" / "Oh Jenny" (1979年)
- 「レベル・ルーザー」 - "Rebel Rouser" / "Spanish Dancers" (1979年)
- "Don't Let Me Fall" / "Oneonone" (1980年)
- 「今夜はひとりで」 - "Don't Rush The Good Things" / "Reason" (1980年)
- "Those Days Are Gone" / "The Girl Can't Stop" (1980年)
- 「今夜はロンリー / イマジナリー・フール」 - "Two To Do" / "Imaginary Fool" (1981年)
- "Sentimental Lady" / "Ebony Eyes" (1981年)
- "Remember" / "You Can't Do That" (1982年)
- "Fever" / "Can't Hold Your Love Back" (1983年)
- "Can't Hold Your Love Back" / "S.O.S." (1983年)
- "I'll Dance Alone" / "Stay" (1983年)